# Remco van der Schaaf
Remco van der Schaaf (født 28. februar 1979 i Ten Boer) er en hollandsk fodboldspiller, der senest spillede for Randers FC.
Han startede sin karriere i amatørklubben begon VV Omlandia og spillede som ungdomsspiller i TOP OssRemco. I 1997 fik Remco sin debut i æresdivsion for Vitesse Arnhem, som har i flere omgange har spillet i alt 8 sæsoner for. I 2002 kom han til Guus Hiddink's tropper i PSV Eindhoven, hvor han bl.a. fik Champions League debut mod Auxerre i september 2002.
Van der Schaaf har op til flere gange slået sin skulder af led. I de situationer har hollænderen selv sat den på plads. Hans kælenavn i Brøndby IF var derfor "Fighteren". I januar 2010 kom Remco tilbage til Brøndby IF på en 1½ års lejeaftale og fik ved den lejlighed trøjenummer 4, der senest sad på ryggen af Per Nielsen .